# A84 road
Die A84 road (englisch für Straße A84) ist eine 47,7 km lange, durchgehend als Primary route ausgewiesene Straße in Schottland, die Stirling mit Lochearnhead verbindet.

## Verlauf
Die A84 zweigt in Stirling von der A9 road nach Nordwesten ab, kreuzt den M9 motorway bei dessen Anschluss junction 10 und führt über Doune, Callander, wo die von Glasgow kommende A81 road auf sie trifft, und Strathyre nach Lochearnhead am Westende des Loch Earn. Dort endet sie an der A85 road.